# Christus übergibt Petrus die Schlüssel des Paradieses
Christus übergibt Petrus die Schlüssel des Paradieses ist ein 1820 von Jean-Auguste-Dominique Ingres fertiggestelltes Historiengemälde. Es wurde mit Öl auf einer 280 Zentimeter hohen und 217 Zentimeter breiten Leinwand ausgeführt. Dargestellt ist Jesus, der dem knienden Petrus die Schlüssel zum Himmelreich übergibt, wobei Matthäus im Hintergrund als Zeuge auftritt. Ingres malte das Bild in der Zeit nach seinem Stipendium in Rom, in dessen Anschluss er in der Stadt blieb, für den Konvent Santissima Trinità dei Monti. Dieser war während der Zeit des Königreichs Italiens unter napoleonischer Herrschaft verfallen und wurde ab 1817 renoviert, wobei die Stipendiaten an der Ausstattung beteiligt waren. Das Gemälde war ursprünglich nur wenigen Menschen zugänglich, stieß bei diesen jedoch auf mehrheitlich positive Resonanz, während andere von Ingres gemalte Historienbilder dieser Zeit auf viel Kritik stießen. Das Gemälde ist heute im Musée Ingres in Montauban ausgestellt.

## Bildbeschreibung
Ingres zeigt in dem Gemälde Christus übergibt Petrus die Schlüssel des Paradieses Jesus in der Gegenwart einiger seiner Jünger. Er ist durch einen Kreuznimbus gekennzeichnet, während seine Gefolgschaft mit einfachen Heiligenscheinen versehen sind. Jesus als zentrale Figur des Gemäldes steht frontal zur Bildfläche und befindet sich links von der Mitte in der Komposition. Er ist in einem rosafarbenen und blauen Gewand dargestellt und bestimmt mit der Diagonalen von seinem ausgestreckten rechten Arm und dem gesenkten linken, die sich in der Position von Petrus fortsetzt, die Komposition und ist damit die bildliche Umsetzung des Versprechens „wie im Himmel so auf Erden“. Mit dem ausgestreckten Zeigefinger der linken Hand berührt Jesus einen der beiden Schlüssel zum Himmelreich, die er Petrus übergeben hat. Jesus Blick ist gen Himmel gerichtet, womit Ingres dessen göttliche Herkunft unterstreichen wollte. Neben ihm kniet der im Profil gezeigte Petrus, der die Schlüssel in Empfang nimmt und dessen Blick  nach oben auf den Sohn Gottes gerichtet ist.
Links hinter Jesus im roten Gewand ist der Evangelist Matthäus dargestellt, womit Ingres Bezug auf die schriftliche Überlieferung der dargestellten Szene nimmt. Er vereinigt zwei im Matthäusevangelium geschilderte Begebenheiten in seiner künstlerischen Umsetzung: Zum einen das Bekenntnis des Petrus, in dem er als einziger der Jünger auf die Frage Jesu, wer er sei, mit „Du bist Christus, des lebendigen Gottes Sohn.“ antwortet. Zum anderen die Übergabe der Schlüssel an Petrus, als Jesus ihn erstmals bei diesem Namen nennt.
Im Gegensatz zu seinen frühen Bildwerken ist der dargestellte Raum tief und weit gestaltet. Zudem umfassen die gewählten Farben ein breites Spektrum und sind im Vergleich zu früheren Bildern leuchtender, zum Teil können sie gar als grell bezeichnet werden.

## Entstehung und Einordnung in das Gesamtwerk von Ingres
Den Auftrag Christus übergibt Petrus die Schlüssel des Paradieses zu malen erhielt Jean-Auguste-Dominique Ingres 1817 vom französischen Botschafter in Rom, Pierre-Louis de Blacas. Dieser beschloss den von den Franzosen in Rom bevorzugten und während der Herrschaft Napoleon Bonapartes im Königreich Italien aufgegebenen Konvent Santissima Trinità dei Monti renovieren zu lassen und vergab an Stipendiaten der Académie de France Aufträge für Gemälde, die zur neuen Innenausstattung gehören sollten. Dabei verfolgte der Botschafter auch das Ziel, so eine Präsentationsfläche für die Leistungen französischer Maler auf dem Gebiet der religiösen Historienmalerei zu schaffen. In diesem Bild manifestiert sich aber auch die katholische Restauration, die Ingres mit seinem Bild Sixtinische Kapelle aus dem Jahr 1814 bereits aufgegriffen hatte. Die Verbindung zwischen göttlicher Macht und irdischer Welt hatte Jean-Auguste-Dominique Ingres bereits vor Christus übergibt Petrus die Schlüssel des Paradieses zum Thema eines seiner Bilder gemacht und dabei eine sehr ähnliche Komposition verwendet. Im Gemälde Jupiter und Thetis aus dem Jahr 1811 sitzt der Gott Jupiter dem Betrachter frontal auf seinem Thron gegenüber, während Thetis kniend und im Profil gezeigt wird. Damit entspricht dieses Verhältnis der Positionen genau denen von Jesus und Petrus.
Christus übergibt Petrus die Schlüssel des Paradieses brachte Ingres die Anerkennung der künstlerischen Gemeinschaft in Rom ein. Damit war dieses Gemälde sein erster größerer Erfolg beim Publikum seit Achill empfängt die Bittgesandtschaft des Agamemnon, mit dem er den Prix de Rome gewonnen hatte. Den mit diesem Preis verbundenen Romaufenthalt hatte Ingres in der Folge verlängert, um der harten Kritik, der er in Frankreich ausgesetzt war, zu entfliehen. Neben der allgemeinen Anerkennung begründete dieses Gemälde seinen Ruf als Maler religiöser Bildnisse, die ihm Frankreich der Restauration wieder an Bedeutung gewannen. Im Anschluss gelang es Ingres, sich die Anerkennung der Kritiker zu erwerben, Staatsaufträge zu erhalten und zu einem der bedeutendsten Künstler dieser Jahre in Frankreich aufzusteigen.

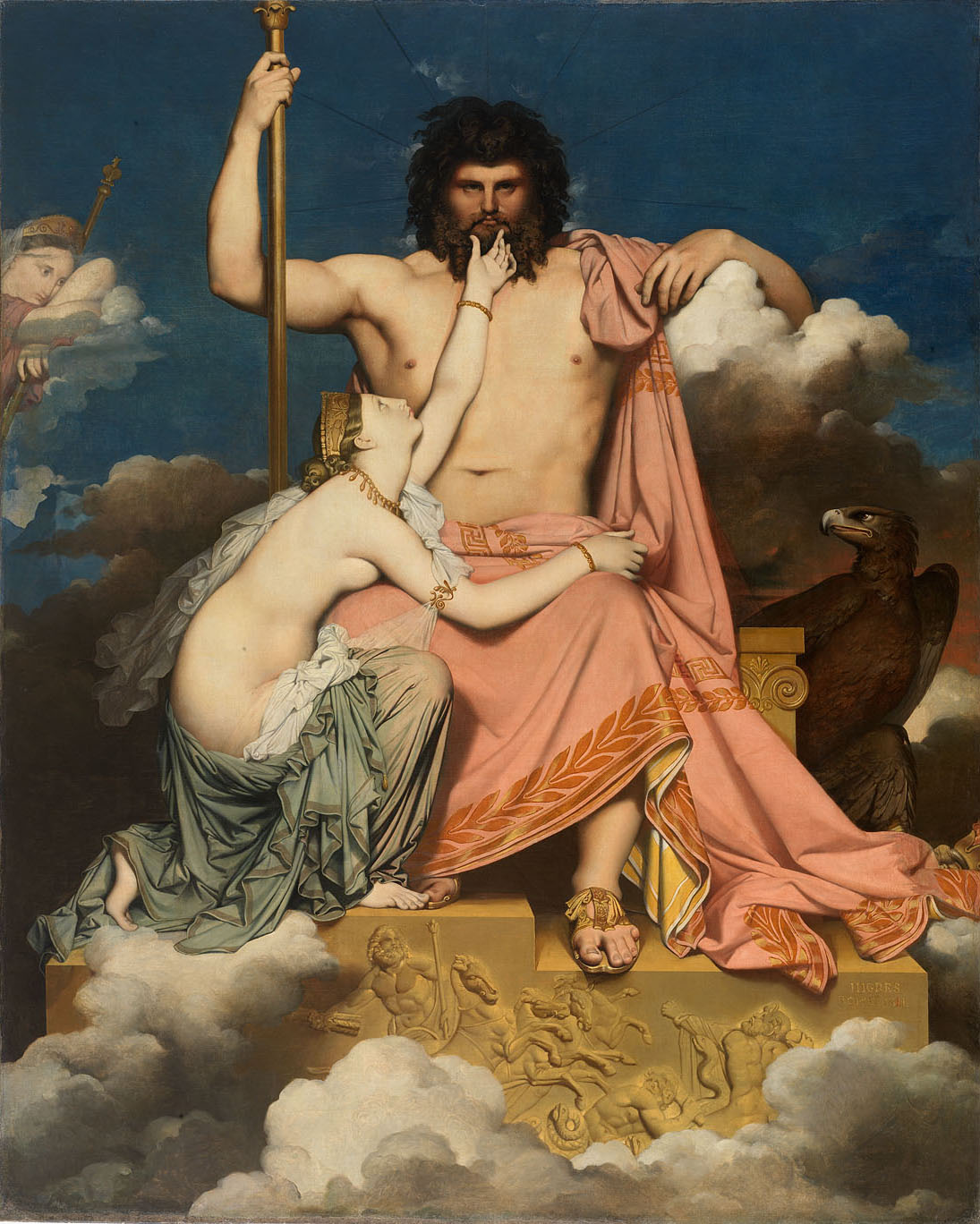
Jupiter und Thetis, 1811
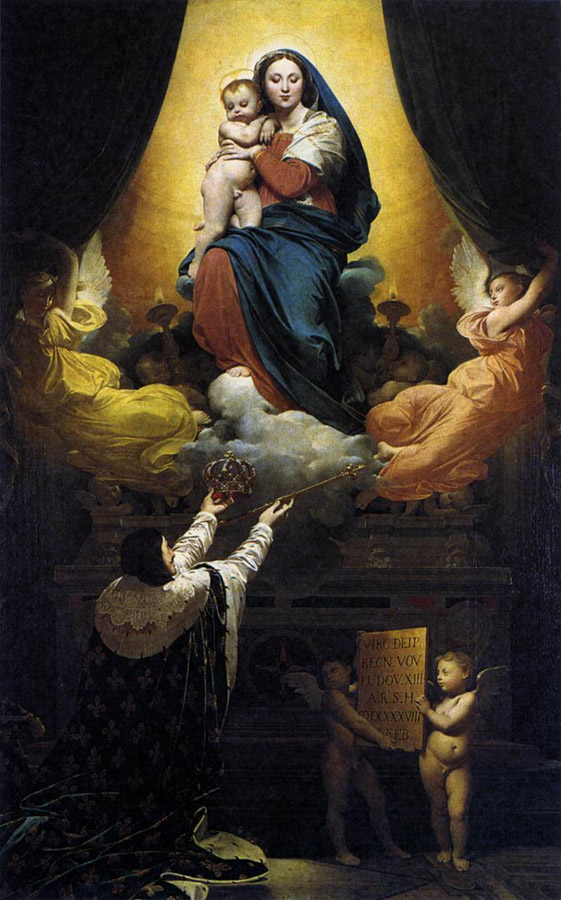
Das Gelübde Ludwigs XIII., 1824, eines der folgenden religiösen Bilder von Ingres

## Vorbilder und Bezüge
In Christus übergibt Petrus die Schlüssel des Paradieses gibt es Bezüge zur italienischen Kunst und zur Gruppe der Nazarener. Die Gruppe deutscher Künstler wie etwa Peter von Cornelius und Friedrich Overbeck hatte sich die Erneuerung der christlichen Kunst zum Ziel gesetzt und kam dabei zu Gestaltungslösungen, die sich auch bei Ingres finden lassen. Eine direkte Bezugnahme ist trotz der vergleichbaren Auffassung von Farbe und Linie zwischen Werken der Nazarener und dem Gemälde von Ingres nicht nachweisbar. Jedoch ist anzunehmen, dass Ingres die Kunst dieser Gruppe kannte, da er sie unter anderem in einem Brief an einen Jugendfreund erwähnte, und auch eine viel beachtete Ausstellung von ihnen fand in Nähe seiner Wohnung in Rom statt. Es gibt also keinen Beweis, so aber doch Hinweise für eine Bezugnahme auf die Kunst dieser Gruppe. Direktes Vorbild für Christus übergibt Petrus die Schlüssel des Paradieses von Ingres dürfte Jesus übergibt Petrus die Schlüssel des Paradieses von Raffael gewesen sein. Die Position von Jesus und Petrus in beiden Werken stimmt überein, zumal Ingres Raffael als Vorbild betrachtete und ihn selbst in einem Gemälde 1814 verewigte.

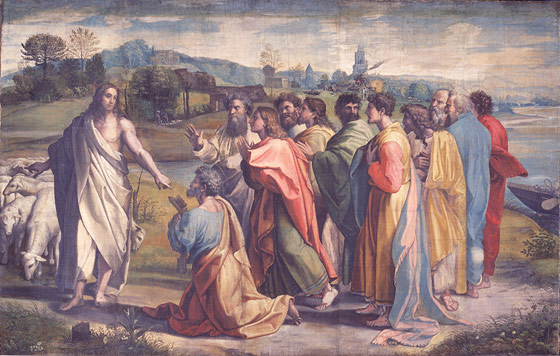
Jesus übergibt Petrus die Schlüssel des Paradieses von Raffael, 1515/1516
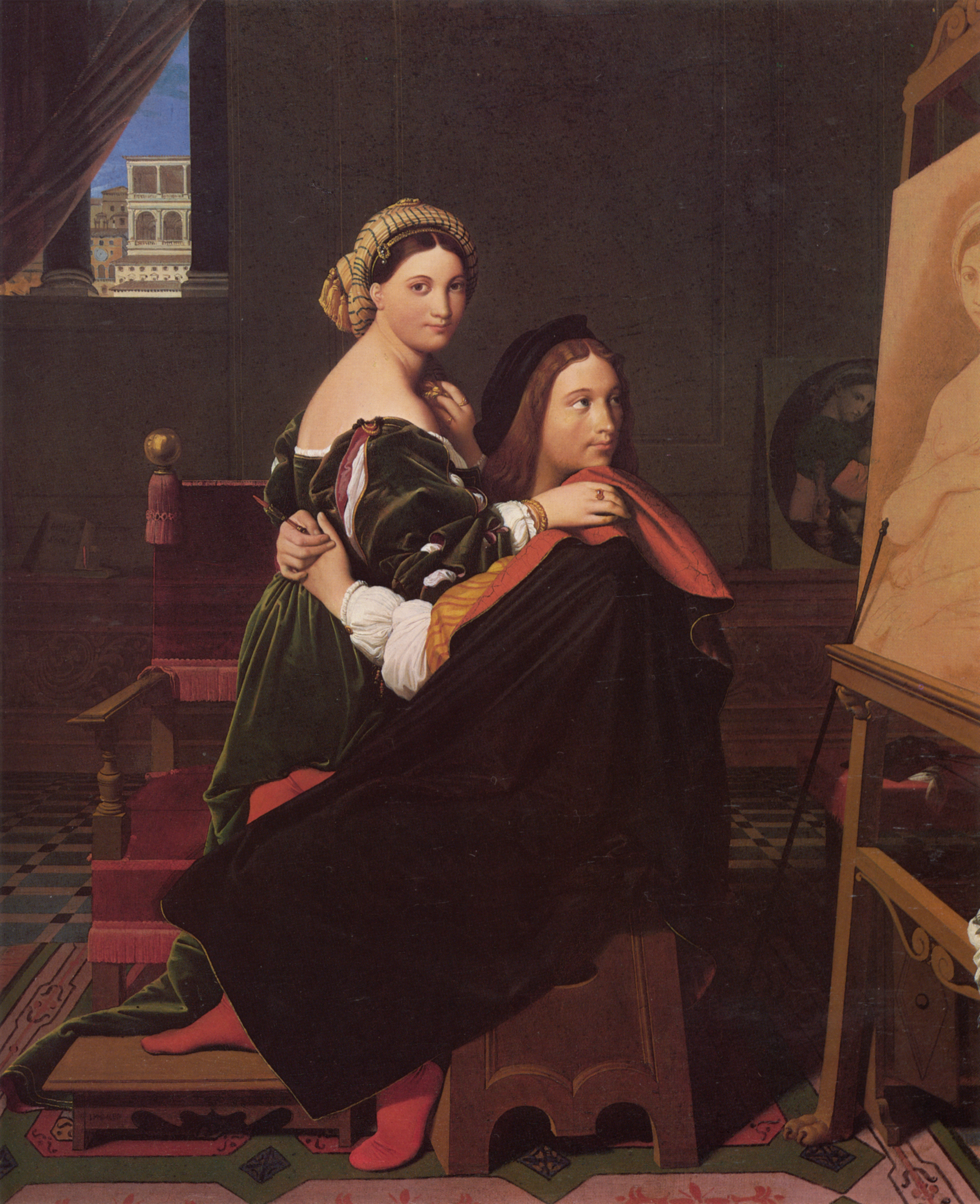
Raffael und die Fornarina, 1814